# Ургальський ВТТ та будівництво ГУЛЖДС
Ургальський ВТТ та будівництво ГУЛЖДС (рос. УРГАЛЬСКИЙ ИТЛ И СТРОИТЕЛЬСТВО ГУЛЖДС, Ургаллаг) — підрозділ, що діяв в структурі Головного управління таборів залізничного будівництва (рос. ГУЛЖДС) з 03.03.46 по 29.09.48.
Управління було дислоковане:
- Хабаровський край, ст. Вапняна Далекосхідної залізниці на 31.10.46 ;
- ст. Ургал в 1-му кв. 1947.

## Виконувані роботи
- буд-во залізничної лінії Вапняна-Ургал,
- буд-во залізничної лінії Ургал-Комсомольськ на ділянці Ургал-Аякіт.

## Чисельність з/к
- 01.04.46 — 3086,
- 01.12.46 — 11 044,
- 01.01.47 — 11 249.